# Nepusz Tamás
Nepusz Tamás (Székesfehérvár, 1983. július 29. –) magyar mérnök-informatikus, az Eötvös Loránd Tudományegyetem Természettudományi Kar Fizikai Intézet egykori kutatója. Kutatási területe a bioinformatika és a komplex hálózatok szerkezete és dinamikája.

## Tanulmányai
2005-ben a Budapesti Műszaki és Gazdaságtudományi Egyetemen számítógépes tudományból szerzett mesterdiplomát, majd ugyanott doktori tanulmányokat kezdett. 2009-ben védte meg doktori disszertációját, mely az Adatbányászat komplex hálózatokban: hiányzó kapcsolatok és fuzzy csoportosulások címet kapta.

## Tevékenysége
A Covid19-koronavírus-járvány idején modellezte a második hullámot a Hír TV-ben. Nepusz azt mondta: „Amit most nagy biztonsággal lehet állítani, hogy egyfajta emelkedés látszik a számokban. Ez nem csak az abszolút esetszámokban látszik, hanem hogyha kiszámoljuk ezt az úgynevezett reprodukciós számot, amelyik azt írja le, hogy a járvány éppen terjedőben vagy visszahúzódóban van-e, akkor az utóbbi egy hétben ez stabilan afölött a szint fölött van, ami fölött már azt lehet mondani, hogy inkább terjed a járvány”.
Nepusz Tamás a SIR (suspectible S = fogékonyak, infected I = fertőzöttek, recovered R = gyógyultak) matematikai modellel és ennek finomított változataival készített előrejelzést. A modellt az Átlátszóban ismertette.
2020-ban a Népszavának azt nyilatkozta, hogy „A második hullám merőben más lesz, mint az előző volt”.

## Kitüntetések
2021-ben az ELTE Innovatív kutatója díjban részesült az ELTE TTK Biológiai Fizika Tanszékhez kötődő kutatóival együtt: Vicsek Tamás, Vásárhelyi Gábor, Balázs Boldizsár és Somorjai Gergő, Virágh Csaba és Tarcai Norbert Richárd.

## Publikációi
Az alábbi 3 publikáció a legidézettebb a Google Tudós alapján.
- Csárdi, G., & Nepusz, T. (2006). The igraph software package for complex network research.
- T Nepusz, H Yu, A Paccanaro. (2012). Detecting overlapping protein complexes in protein-protein interaction networks
- PC Havugimana, GT Hart, T Nepusz, H Yang, AL Turinsky, Z Li, PI Wang, (2012). A census of human soluble protein complexes